# Olympische Sommerspiele 2020/Trampolinturnen – Männer
Das Trampolinturnen der Männer bei den Olympischen Spielen 2020 in Tokio wurde am 31. Juli 2021 im Ariake Gymnastics Centre ausgetragen. Olympiasieger wurde der Weißrusse Iwan Litwinowitsch.

## Titelträger
| Olympiasieger | Uladsislau Hantscharou | Rio de Janeiro 2016 |
| Weltmeister   | Gao Lei                | Tokio 2019          |

## Ergebnisse

### Qualifikation
13:00 Uhr (Ortszeit)
| Rang | Athlet                 | Nation             | 1. Sprung | 2. Sprung | Gesamt  | Anm. |
| ---- | ---------------------- | ------------------ | --------- | --------- | ------- | ---- |
| 1    | Iwan Litwinowitsch     | Belarus            | 53,515    | 60,040    | 113,555 | Q    |
| 2    | Uladsislau Hantscharou | Belarus            | 53,180    | 60,220    | 113,400 | Q    |
| 3    | Dylan Schmidt          | Neuseeland         | 52,415    | 59,705    | 112,120 | Q    |
| 4    | Dominic Clarke         | Australien         | 52,130    | 59,550    | 111,680 | Q    |
| 5    | Dong Dong              | China              | 52,275    | 59,375    | 111,650 | Q    |
| 6    | Daiki Kishi            | Japan              | 52,205    | 59,335    | 111,540 | Q    |
| 7    | Andrei Judin           | ROC                | 51,770    | 59,475    | 111,245 | Q    |
| 8    | Dmitri Uschakow        | ROC                | 49,795    | 59,690    | 109,485 | Q    |
| 9    | Ángel Hernández        | Kolumbien          | 51,350    | 54,580    | 105,930 | R1   |
| 10   | Seif Sherif            | Ägypten            | 45,810    | 50,380    | 96,190  | R2   |
| 11   | Diogo Abreu            | Portugal           | 52,135    | 41,285    | 93,420  |      |
| 12   | Mykola Prostorow       | Ukraine            | 51,385    | 41,185    | 92,570  |      |
| 13   | Aliaksei Shostak       | Vereinigte Staaten | 51,165    | 30,985    | 82,150  |      |
| 14   | Gao Lei                | China              | 52,245    | 10,575    | 62,820  |      |
| 15   | Ryosuke Sakai          | Japan              | 38,935    | 23,315    | 62,250  |      |
| 16   | Allan Morante          | Frankreich         | 14,590    | 6,490     | 21,080  |      |

### Finale
14:50 Uhr (Ortszeit)
| Rang           | Athlet                 | Nation     | Schwierigkeit | Ausführung | Flug   | Abzug | Gesamt |
| -------------- | ---------------------- | ---------- | ------------- | ---------- | ------ | ----- | ------ |
| Goldmedaille   | Iwan Litwinowitsch     | Belarus    | 18,200        | 16,500     | 17,915 |       | 61,715 |
| Silbermedaille | Dong Dong              | China      | 17,800        | 16,600     | 17,135 |       | 61,235 |
| Bronzemedaille | Dylan Schmidt          | Neuseeland | 17,800        | 16,300     | 16,975 |       | 60,675 |
| 4              | Uladsislau Hantscharou | Belarus    | 17,900        | 16,300     | 17,365 |       | 60,565 |
| 5              | Dmitri Uschakow        | ROC        | 17,100        | 16,500     | 17,100 |       | 59,600 |
| 6              | Andrei Judin           | ROC        | 17,800        | 15,200     | 16,735 |       | 58,235 |
| 7              | Daiki Kishi            | Japan      | 17,300        | 14,900     | 16,915 |       | 57,815 |
| 8              | Dominic Clarke         | Australien | 7,400         | 6,600      | 7,255  |       | 24,955 |